# Баттистини, Серджо
Серджо Баттистини (итал. Sergio Battistini; родился 7 мая 1963 года, Масса, Италия) — итальянский футболист, выступающий на позиции полузащитника, тренер.

## Карьера
Вырос в Маcсе, позднее стал заниматься в молодёжной команде «Милана». Дебютировал в первой команде «Милана» в возрасте семнадцати лет в паре с одноклубником Альбериго Эвани. В течение шести лет связка «россонери» играли роли защитника и полузащитника и забили 37 голов. Дебютировал в молодежной сборной Италии в возрасте до 21 года в 1981 году, а в 1984 году в первой сборной, когда тренер сборной Беарзот вызвал его на товарищеский матч с Мексикой.
В 1985 году перешёл в «Фиорентину». В форме «пурпурного» клуба играл роль либеро, став игроком стартового состава команды. Ключевым моментом карьеры в «Фиорентине» стал финал Кубка УЕФА 1989/90. После пяти лет во Флоренции вернулся в Милан, но на этот раз в «Интернационале», который купил его за 7 миллиардов лир. С «нераддзури» дважды выиграл Кубок УЕФА (1991 и 1994). Продолжил свою карьеру, переехав сначала в «Брешию» (в 1995 году). Тем не менее, был лишь игроком запаса. Закончил карьеру игрока в 1997 году в возрасте 34 лет в «Специи».